# Джума Каседжа
Джума Каседжа (англ. Juma Kaseja, нар. 20 квітня 1985) — танзанійський футболіст, воротар клубу «Кагера Шугер».
Виступав, зокрема, за клуб «Сімба», а також національну збірну Танзанії.

## Клубна кар'єра
У дорослому футболі дебютував 2001 року виступами за команду клубу «Моро Юнайтед», в якій провів два сезони. 
Своєю грою за цю команду привернув увагу представників тренерського штабу клубу «Сімба», до складу якого приєднався 2004 року. Відіграв за команду з Дар-ес-Салама наступні три сезони своєї ігрової кар'єри.
Протягом 2008—2010 років захищав кольори команди клубу «Янг Афріканс».
У 2010 році повернувся до клубу «Сімба». Цього разу провів у складі його команди три сезони. 
Згодом з 2013 по 2017 рік грав у складі команд клубів «Янг Афріканс» та «Мбея Сіті».
До складу клубу «Кагера Шугер» приєднався 2017 року. 

## Виступи за збірну
У 2002 році дебютував в офіційних матчах у складі національної збірної Танзанії.